# 巩华城
40°07′26″N 116°16′45″E / 40.1238846°N 116.2791107°E
巩华城，位于北京市昌平区沙河镇，是明朝嘉靖年间兴建的一座以行宮为中心的城堡。现为北京市文物保护单位。

## 历史
明朝永乐年间，成祖在连接北京城与昌平、居庸关的南北大道旁，建造沙河店行宫，行宫位于南北沙河之间的半岛上，正统年间毁于洪水。
明朝嘉靖十六年（1537年），世宗驻沙河，礼部尚书严嵩奏请建城及修建行宫，驻兵防卫。《明实录·世宗嘉靖实录》记载：“嘉靖十六年三月丁未，上驻跸沙河、视父皇（朱棣）行宫遗址，面谕大臣复建，无废前规，乃宜筑城设，为久安之图。礼部尚书严嵩因言：『沙河为圣驾展视陵寝之路，南北道里适均……而封守慎固，南护神京，北卫陵寝，东可以蔽密云之冲，西可以扼居庸之险，联络控制，居然增一北门重镇矣……’”嘉靖十七年动工修建，十九年完工，御赐名“巩华城”。

## 建筑

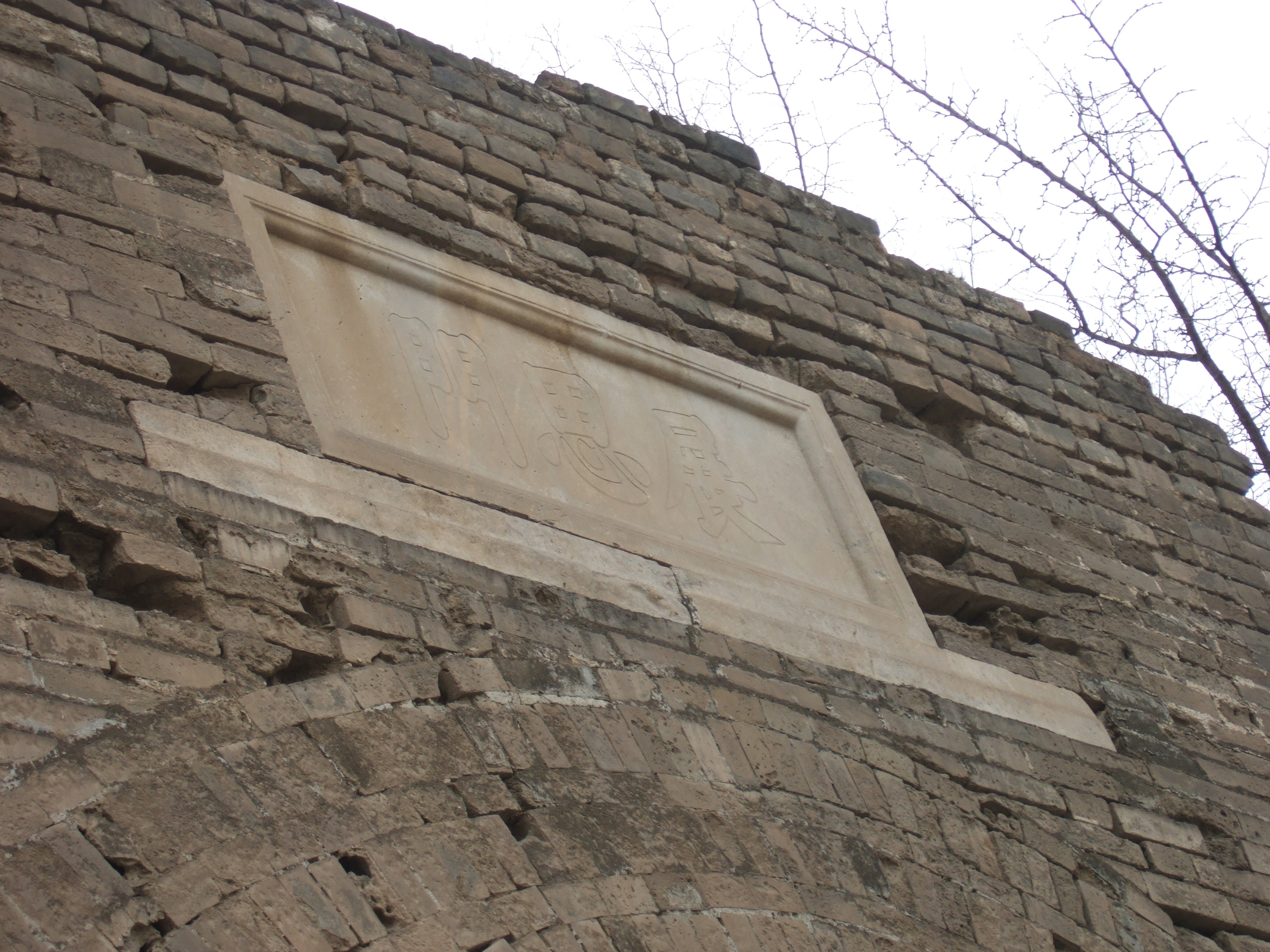
巩华城的北门“展思门”

巩华城1000米见方，城高10米，每隔16.7米建一垛。城以行宫为中心，辟四门：南名“扶京”，北名“展思”，东名“镇辽”，西名“威漠”。各开3门洞，制如京师午门。城外有围城浚池，宽6.7米，深3.3米，并于四门浚池处设吊桥，上建城楼。扶京、展思两门各设千斤闸3座，镇辽、威漠2门各设千斤闸1座。
行宫占地面积2.4万平方米，南北宽150米，东西长160米。“宫殿连云起，城楼入汉低，寒鸦如望幸，朝夕自悲啼。”行宫南墙迎扶京门辟3座门，汉白玉石甬路直铺城下，东、西、北三面各辟1门。宫墙内正中建殿堂1座，制如长陵祾恩殿，为帝后灵柩停放之所。左右殿堂为帝后寝宫，周围群房为文武大臣、太监歇宿之处。

## 其它
在电影《小兵张嘎》中，有几场戏即是在巩华城拍的，如胖翻译官吃瓜的戏。